# Распад Русије
Распад Русије је хипотетички расплет Руске Федерације од јединствене државе у различите потенцијалне независне државе наследнице. Термин се користи у академској литератури и новинарству у расправама о руској државности и изазовима за које се сматра да угрожавају јединство и интегритет руске државе.
Садашња Руска Федерација је примарна држава наследница Совјетског Савеза. О разним трендовима и проблемима који могу да доведу у питање постојаност јединствене Руске Федерације јавно и у академским круговима расправљале су личности као што су Гари Каспаров, Михаил Леонтјев, Херман Греф, Максим Калашњиков, Сергеј Кургињан, Александар Проханов, Наталија Нарочницкаја и Дмитриј Медведев.

## Историјски преседани

### Руско царство
Британски историчар Џефри Хоскинг сматра да је политика власти Руске империје укључивала русификацију, што је допринело централизацији власти и укидању локалних привилегија. По његовом мишљењу, русификација је такође имала за циљ да свим народима Руске империје пружи осећај припадности Русији, њеној прошлости и традицији. Активна русификација западних етничких предграђа почела је у првој половини 19. века и интензивирала се 1860-их после најскоријег пољског устанка. Међутим, уместо уједињујућег фактора, ова политика је, напротив, нанела штету имиџу Русије. Као резултат тога, лојалност мањина (унутар Руске империје) је још више опала, што је подстакло њихове народноослободилачке покрете, што није допринело ни смирењу ни јединству становништва унутар империје. У ствари, чак је антагонизирао раније пријатељске народе према царској влади, што је постало један од разлога будућег колапса Руске империје.
Идеолози сибирског регионализма (средина 1850-их – почетак 20. века) сматрали су Сибирце одвојеним народом од етничких Руса. Међу научницима постоје и противници и присталице овог гледишта. Година 1918. видела је краткорочно формирање Сибирске републике као формалне државе.
Први распад Русије догодио се 1917. Након Фебруарске револуције, почели су активни процеси дезинтеграције, који су се одвијали у економској, социјалној и друштвено-политичкој сфери, што је на крају довело до престанка постојања јединствене државе. Грађански рат у Русији завршен је стварањем СССР-а, губитком Молдавије, која је припојена Румунији, и признавањем независности бивших руских територија: Финске, Пољске, Естоније, Летоније, Литваније и Туванске Народне Републике.

### Совјетски Савез
У Совјетском Савезу, с једне стране, растао је број национално-територијалних ентитета, а њихов статус се повећавао, али се с друге стране одвијао процес централизације. Од средине 1920-их у националним регионима СССР-а врши се коренизација, што је подразумевало увођење национално-територијалних језика и националних кадрова у државни и друштвени живот ради развоја националног идентитета. Овај процес је такође допринео расту регионалног национализма који се борио са „великом силом“, што је довело до развоја центрифугалних тенденција. Крајем 1930-их (нарочито 1932. и 1933) коренизација је смањена, а многи њени активни учесници потиснути . Широко увођење руског језика као језика међунационалне комуникације у великој мери је потиснуло локалне језике.

### Руска Федерација
Године 1991. СССР се распао на 15 република: Естонију, Летонију, Литванију, Белорусију, Украјину, Молдавију, Русију, Грузију, Јерменију, Азербејџан, Казахстан, Киргистан, Узбекистан, Туркменистан и Таџикистан. Оне су постале независне државе, а многе су даље постале део Заједнице независних држава .
Чеченија и Татарстан тражили су независност од Руске Федерације 1994. године. Постигнут је споразум са Татарстаном који је резултирао билатералним споразумом и република је остала у саставу Руске Федерације. Сукоб са Чеченијом је ескалирао у Први чеченски рат након што су руске трупе распоређене у републици у децембру 1994.

## Облици руске државности
Притисци који би могли да доведу до распада Русије, и бриге за очување интегритета државе, доказ су да садашња руска државност можда није оптималан облик руске државе. Дискусија о будућности руске државности је усредсређена на трансформацију коју руска држава пролази од распада Совјетског Савеза. Да ли ће Русија постати национална држава или високо централизована империјална држава, примарни је фокус ове дебате. ‍:11
Неки научници сматрају да је Русија у процесу трансформације из империјалне државе у националну државу, видећи је или као жељени пут ка изградњи грађанског друштва (Јевгениј Јасин) или као неизбежан и неповратан распад империје (Дмитриј Трењин). Неки заговорници овог гледишта, као што је Emil A. Pain, супротстављају се империјалним амбицијама, напомињући да су раст ксенофобије, традиционализма и страха од Запада показатељи текућег пропадања империје. ‍:11
Други, попут Владимира Шевченка, сматрају централизовани облик државе налик на империју пожељнијим. ‍:20–21Шевченко сматра да постоји фундаментални разлог зашто је Русија вековима била империја која се сама обнавља, гравитира ка империјалној држави и која се недавно трансформисала из Руске империје у „Црвено царство“ СССР-а. ‍:11

## Могући узроци распада

### Аргументи Владимира Шевченка
Главни истраживач Института за филозофију Руске академије наука, Владимир Шевченко, приликом рецензирања чланка „Распад Русије почетком 21. века у изјавама савременика“ О. Ју. Маслова, напоменула је да садржи велику збирку аутора на тему руског распада. Ови аутори се крећу од тврдокорних присталица идеје да је колапс Русије готово неизбежан и да је већ почео, до присталица идеје вештачких и намерних покушаја да се земља уруши.
Главни разлог за процесе дезинтеграције и могући колапс Русије, према Шевченковом прегледном делу, „Будућност Русије: стратегије за филозофско разумевање“, јесте недостатак националне идеје или пројекта (као што је комунизам у Совјетском Савезу ) који би ујединио све народе Русије. Руска државност је, како он то види, у транзиционом стању у коме су се активирали сви процеси: и интеграција и дезинтеграција.
Он је даље навео пратеће разлоге за могући колапс Русије као:
- ксенофобична осећања („Русија за Русе“),
- сепаратистичке тенденције мањинских етничких група у Русији
- трансформација руских република у пуноправне државе.[1]

Он се у свом чланку противи мишљењу да је дезинтеграција већ почела, наглашавајући да постоје питања као што су правна екстериторијалност, случајеви дискриминације нетитуларне националности у републичким владама и радикализација ислама.

### Други руски извори и разлози
Крајем 1990-их и почетком 2000-их, руска влада је забранила Татарстану да пређе са ћириличног писма на латиницу, плашећи се да ће такав потез нарушити унутрашње јединство и довести до распада државе. С друге стране, 2020-их је Казахстан, независна држава настала након распада Совјетског Савеза, почела да се креће ка латиничном писму, а верује се да је то удаљавање од руског утицаја. Руска влада настоји да сви језици Русије користе ћирилицу за спровођење јединства.
У извештају конзервативном трусту мозгова који се зове Изборски клуб, група аналитичара на челу са А. Кобјаковим, навела је линије поделе у модерном руском друштву које би потенцијално могле да доведу до колапса државе: социо-економска неједнакост, међуетнички односи, отуђење елита из народа, и супротстављање „креативне класе“ остатку друштва.
Културолог И. Јаковенко сматра да је главни разлог дезинтеграцијских процеса неуједначен процес модернизације тржишта у различитим регионима Русије, што повећава економску изолованост ових региона једних од других. Јаковенко идентификује следеће регионе на које се, по његовом мишљењу, Руска Федерација може распасти: север и југ Русије, Сибир, северни Кавказ и интерконтинентална граница.
Према математичару Georgiy Malinetsky, постоје неки могући разлози за распад Русије: 
- велика разлика између нивоа прихода различитих друштвених слојева
- велики економски јаз између различитих региона Русије
- сложеност комуникације између различитих региона земље због неразвијености инфраструктуре
- слом генерација
- јачање постојећих раскола у верском, културном и националном контексту
- јачање моћи локалних регионалних лидера.

### Демократске вредности
Широко критикован због тога што је антисемит и екстремни националиста, Игор Шафаревич је написао есеј Русофобија из 1981. у којем је окривио „Јевреје да траже светску власт“. Навео је „огромну заверу против Русије и читавог човечанства“ и да они траже уништење Русије кроз усвајање демократије западног типа.
Петер Елцов, професор на Универзитету националне одбране (Сједињене Државе), тврдио је да Русија не може да опстане као „права либерална демократија“ и да би се „вероватно распала“ ако би прихватила западне вредности.

### Иредентизам
Као и у свакој земљи са копненим границама, у Русији живи много етничких група сродних или идентичних титуларним етничким групама суседних земаља. У неким од ових пограничних региона изражене су иредентистичке идеје о поновном уједињењу подељених народа.
У Бурјатији и два бурјатска аутономна округа, од којих је један Уст-Ордски бурјатски округ, изражавају се идеје о прикључењу Монголији као део идеје панмонголизма.
Неки казахстански националисти желе да поврате Оренбург, бившу престоницу Казахстанске Совјетске Социјалистичке Републике, а сада део Русије у Оренбуршкој области.
Идеја о уједињењу Финске и Карелије у Велику Финску (Карелијско питање) некада је била популарна међу делом становништва у Финској и Карелији.

### Последице руске инвазије на Украјину 2022
Сфера утицаја после Другог светског рата (Источни блок и Варшавски пакт) пропала је 1991. године горепоменутим распадом Совјетског Савеза. Распуштање је углавном било ненасилно, иако неки тврде да је насиље руске инвазије на Украјину (фебруар 2022) резултат совјетског распада. Године 2022, неколико недеља по почетку ове инвазије, неки коментатори су предвидели могући колапс Русије као резултат, посебно када је постало очигледно да „специјална војна операција“ Владимира Путина неће бити брза победа. Неки су били конкретнији и навели да би се такав колапс могао догодити до 2025–2027 године.
У мају 2022, амерички новинар Кејси Мичел позвао је на „деколонизацију“ Русије. По његовом мишљењу, распад бившег Совјетског Савеза треба да се настави, како би се окончала владавина Москве над руским републикама. Недељама касније Комисија за европску безбедност и сарадњу одржала је догађај на коме се расправљало о „потреби да се деколонизује Русија” због „варварског рата Русије против Украјине”, како су рекли, позивајући на разговор о руском „унутрашњем царству” и напоменувши „доминацију Москве над многим староседелачким неруским народима“.
Упркос томе, Легија слободе Русије се противи сваком колапсу Русије.

## Мишљења о последицама распада Русије
У интервјуу за часопис Екперт у априлу 2005. године, шеф председничке администрације Дмитриј Медведев је рекао:
| „                  | Ако не консолидујемо елиту, Русија можда нестане као јединствена држава... Последице ће бити монструозне. Распад Уније ће изгледати као матине у вртићу у поређењу са распадом модерне Русије. | ” |
| — Дмитриј Медведев | |   |

Током 2011. године, током састанка владине комисије за развој Севернокавкаског федералног округа у Гудермесу, Владимир Путин је рекао шта би се десило ако Кавказ изненада напусти Русију:
| „                | Ако се ово деси, истог момента — не чак истог сата, исте секунде — биће других који ће желети исто са другим територијама Русије [...] и то ће бити трагедија која ће утицати на сваког грађанина Русије без изузетка. | ” |
| — Владимир Путин | |   |

### Источна Европа
- Калињинградско питање
- Списак активних сепаратистичких покрета у Европи

### Регион Кавказа
- Планинска република Северног Кавказа (1917–1922)
- Емират Кавказ (2007–2016)
  - Ајнад ал-Кавказ (2015–)
- Побуна на Северном Кавказу (2009–2017)

### Источна Азија
- Аутохтони народи Сибира
- Спор око Курилских острва
- Сецесија у Кини
- Списак активних сепаратистичких покрета у Азији
- Кинеско-совјетски гранични сукоб